# 68 км (зупинний пункт, Луганська дирекція Донецької залізниці)
68 кілометр — пасажирський залізничний зупинний пункт Луганської дирекції Донецької залізниці.
Розташований у селі Петровеньки, Слов'яносербський район, Луганської області на лінії Родакове — Сіверськ між станціями Зимогір'я (9 км) та Сентянівка (4 км).
Через військову агресію Росії на сході Україні транспортне сполучення припинене, водночас Яндекс.Розклади вказує на наявність руху електричок .